# رغم كل ذلك، البلدة تدور
رغم كل ذلك، البلدة تدور (باليابانية: それでも町は廻っている، بالروماجي: Soredemo Machi wa Mawatteiru) هي سلسلة مانغا يابانية من تأليف ورسم ماساكازو إيشيغورو. نشرت من قبل شونن غاهوشا في مجلة Young King OURs، منذ 30 مارس عام 2005 حتى 28 أكتوبر عام 2016، تم تجمع فصول المانغا في 16 مجلد تانكوبون، نشرت منذ 2 يناير عام 2006 حتى 14 فبراير عام 2017. أنتجت المانغا إلى مسلسل أنمي تلفزيوني من قبل استوديو شافت، عرض في 8 أكتوبر عام 2010 واستمر عرضه حتى 24 ديسمبر عام 2010، وتكون من 12 حلقة.

## القصة
تدور أحداث القصة عن هوتوري أراشياما هي فتاة تعمل نادلة في مقهى بعد المدرسة لسداد ديونها.

## الشخصيات

### الشخصيات الرئيسية
هوتوري أراشياما (باليابانية: 嵐山 歩鳥، بالروماجي: Arashiyama Hotori)
أداء صوتي: تشياكي أوميغاوا
توشيكو تاتسونو (باليابانية: 辰野 俊子، بالروماجي: Tatsuno Toshiko)
أداء صوتي: آوي يوكي
هيرويوكي يانادا (باليابانية: 真田 広章، بالروماجي: Sanada Hiroyuki)
أداء صوتي: ميو إيرينو
أوكي إيسوهاتا (باليابانية: 磯端 ウキ، بالروماجي: Isohata Uki)
أداء صوتي: تاكاهيرو ساكوراي
هاروي هاريبارا (باليابانية: 針原 春江، بالروماجي: Haribara Harue)
أداء صوتي: ريوكو شيرايشي
ناتسوهيكو مورياكي (باليابانية: 森秋 夏彦، بالروماجي: Moriaki Natsuhiko)
أداء صوتي: توموكازو سوغيتا
فوتابا كون (باليابانية: 紺 双葉، بالروماجي: Kon Futaba)
أداء صوتي: ريكا يازاوا

### شخصيات أخرى
أيومو أراشياما (باليابانية: 嵐山 歩، بالروماجي: Arashiyama Ayumu)
أداء صوتي: يوكي أونو
يوكيمي أراشياما (باليابانية: 嵐山 雪美، بالروماجي: Arashiyama Yukimi)
أداء صوتي: ميو ماتسوكي
تاكيرو أراشياما (باليابانية: 嵐山 猛، بالروماجي: Arashiyama Takeru)
أداء صوتي: موتسومي تامورا
يوكيكو اراشياما (باليابانية: 嵐山 雪子، بالروماجي: Arashiyama Yukiko)
أداء صوتي: إيري سينداي
جوزفين (باليابانية: ジョセフィーヌ، بالروماجي: Josefīnu)
أداء صوتي: ميو ماتسوكي
شونساكو ماتسودا (باليابانية: 松田 旬作، بالروماجي: Matsuda Shunsaku)
أداء صوتي: شيغيرو تشيبا
يوجي سانادا (باليابانية: 真田 勇司، بالروماجي: Sanada Yūji)
أداء صوتي: تاكايا كورودا
تاكانوري كيكوتشي (باليابانية: 菊池 貴則، بالروماجي: Kikuchi Takanori)
أداء صوتي: نوبواكي كانيميتسو
كازوتويو أراي (باليابانية: 荒井 和豊، بالروماجي: Arai Kazutoyo)
أداء صوتي: توشيهارو ساكوراي
شيزوكا كاميدو (باليابانية: 亀井堂 静، بالروماجي: Kameidō Shizuka)
أداء صوتي: ساتسوكي يوكينو
إيري إيسيزاكي (باليابانية: 伊勢崎 恵梨، بالروماجي: Isezaki Eri)
أداء صوتي: إميري كاتو

## وصلات خارجية
- رغم كل ذلك، البلدة تدور على موقع تي بي إس باللغة اليابانية
- رغم كل ذلك، البلدة تدور على موقع ANN manga (الإنجليزية)